# Hablingbo kyrka
Hablingbo kyrka är en kyrkobyggnad som tillhör Havdhems församling i Visby stift. Kyrkan som ligger på Sudret är en av Gotlands största kyrkor.

## Kyrkobyggnaden
Kyrkan, som är uppförd av tuktad sandsten, består av ett tvåskeppigt långhus, smalare rakt avslutat kor i öster, kyrktorn i väster, samt en sakristia på korets nordsida. Ingångar finns på tornets västsida, långhusets nord- respektive sydsida samt på korets södra sida. Tornet från omkring 1200 är äldst och kvarstår efter en romansk kärnkyrka. Vid 1300-talets mitt byggdes det gotiska långhuset och koret. Sakristian uppfördes 1730. Koret är vitputsat, medan långhus och torn har frilagda murytor. Tornet kröns av en enkel pyramidformig huv, sannolikt lik den ursprungliga romanska, och har kolonnettförsedda ljudgluggar, en på varje sida. Långhuset och det lägre koret täcks av sadeltak. Långhuset har två spetsbågiga fönsteröppningar i söder, koret har ett spetsbågigt sydfönster och ett trekopplat fönster i öster. Vid långhusets uppförande återanvändes material från den romanska kyrkan bland annat reliefer från en rundbågsfris, vilka återfinns i sydmuren. Den norra portalen härstammar från den ursprungliga kyrkan och anses vara ett av landets märkligaste monument från romansk tid. Portalen har en reliefframställning av berättelsen om Kain och Abel och är utförd av den anonyme mästaren Majestatis under senare hälften av 1100-talet. Sydportalernas huggna omfattningar är troligen verk av "Egypticus"-verkstaden från 1300-talet; av särskilt intresse är långhusportalen med sina groteska ansiktsmasker. Långhuset täcks invändigt av sex kryssvalv, vilka uppbärs av två kraftiga kolonner med skulpterade kapitäl (stiliserade ansiktsmasker), också verk av "Egypticus"-verkstaden. Ringkammaren i väster har ett lågt romanskt kryssvalv. En vid, svagt spetsbågig muröppning leder till det kryssvälvda koret; här finns fragment av kalkmålningar troligen tillkomna vid 1400-talets mitt. Kyrkan har restaurerats 1891 samt 1956. Västläktaren uppfördes 1869 efter ritningar av A.W. Lundberg.

## Inventarier
- I ringkammaren står en bildsten med runinskrift från 1000-talet.
- Dopfunten är från 1600-talet och ersatte en medeltida dopfunt vars svårt skadade fot finns kvar i kyrkan.
- Altaruppsatsen av sandsten är utförd av bildhuggaren Peter van Eghen och hans son Gert van Eghen 1643.
- Predikstolen från 1600-talets slut är möjligen tillverkad av Visbysnickaren Jochim Sterling.

- Bänkinredningen är från 1891.

### Orgel
- Orgeln är byggd 1866 av Per Larsson Åkerman i Stockholm, och är mekanisk.

| Manual              | Pedal      | Koppel     |
| Borduna 16’         | Subbas 16’ | Man/Ped    |
| Principal 8’        |            | Man 4'/Man |
| Flûte harmonique 8’ |            |            |
| Rörflöjt 8’         |            |            |
| Salicional 8'       |            |            |
| Vox Celeste 8'      |            |            |
| Octava 4’           |            |            |
| Crescendosvällare   |            |            |

## Galleri

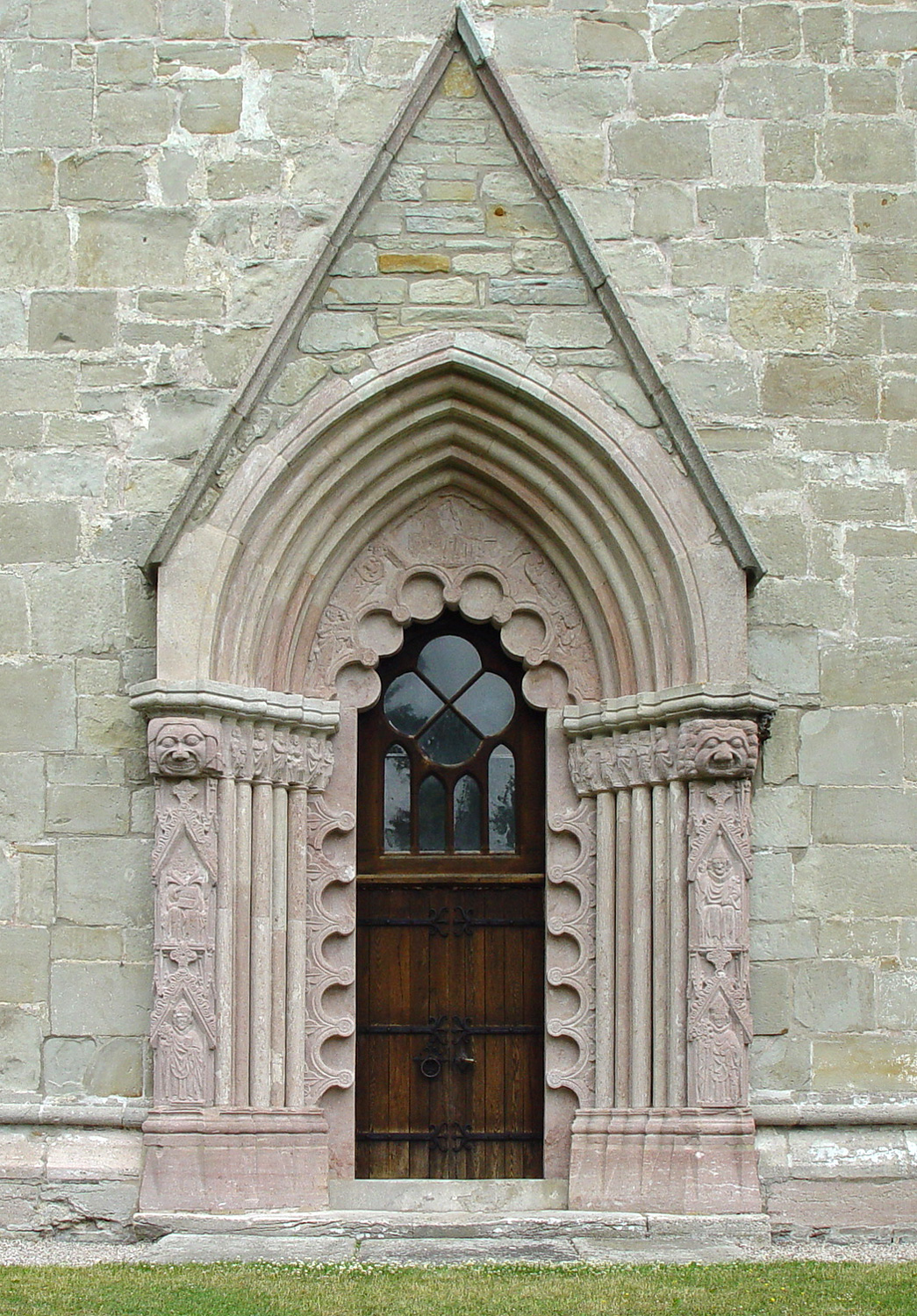
Sydportalen
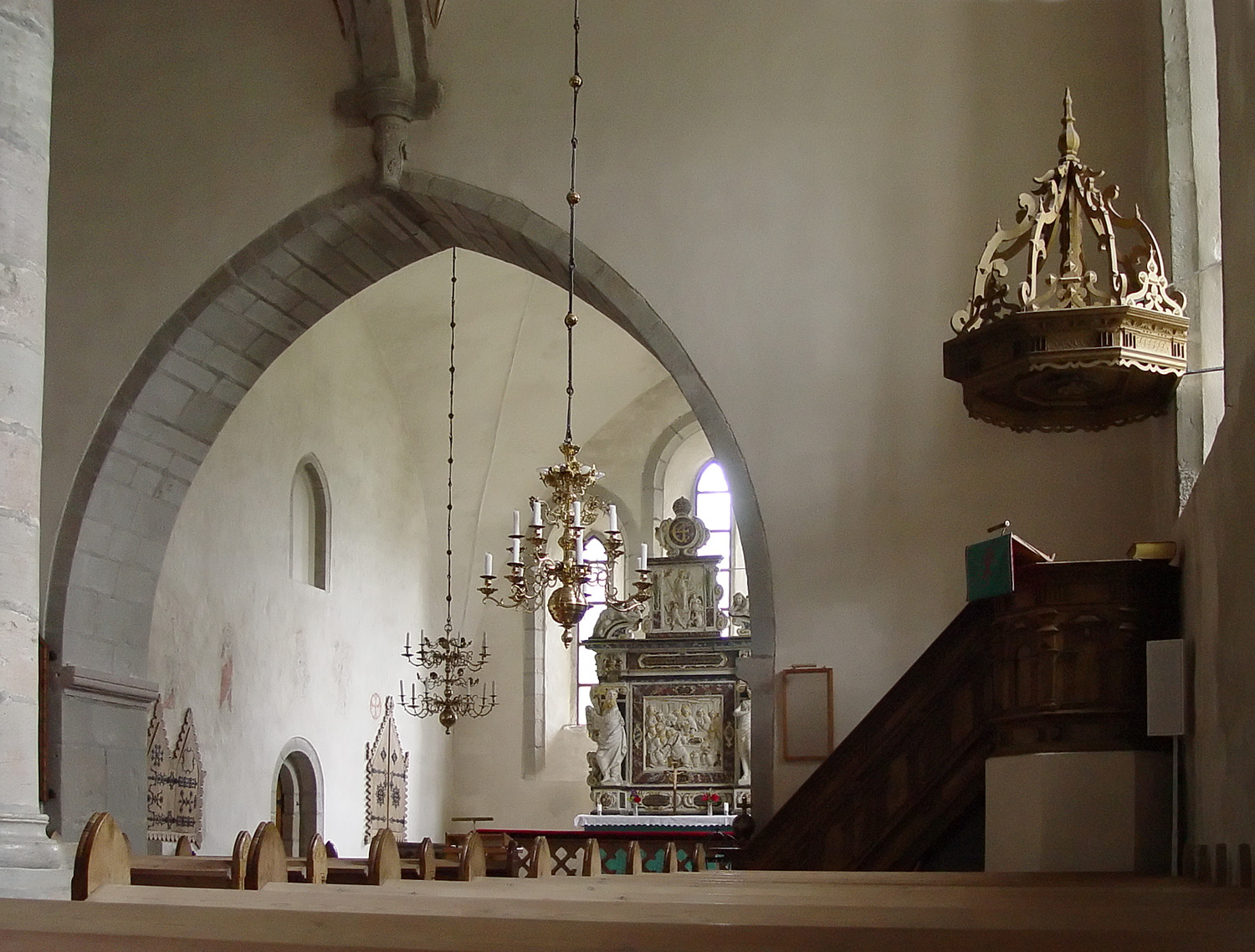
Interiör mot öster
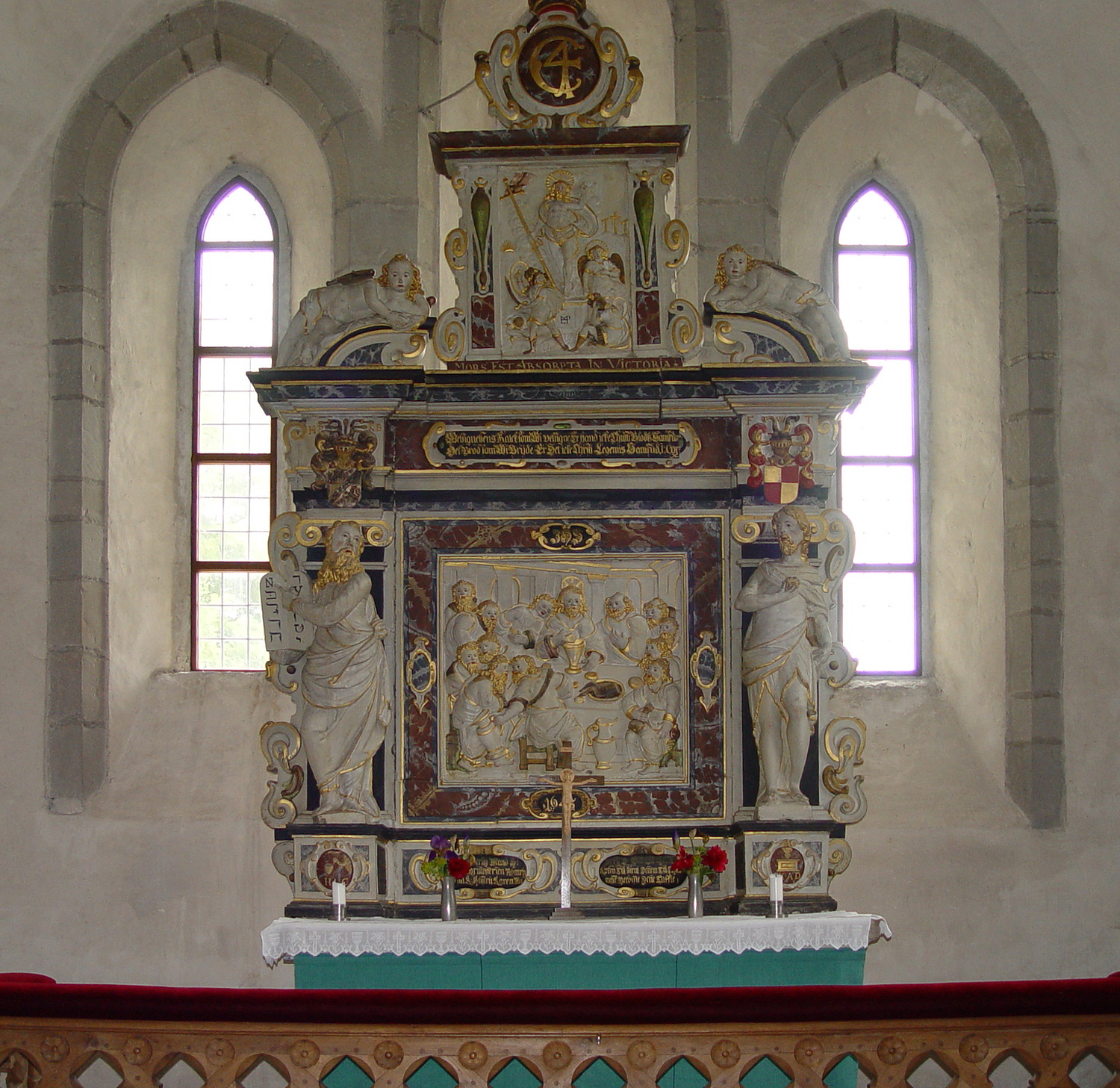
Altaruppsatsen
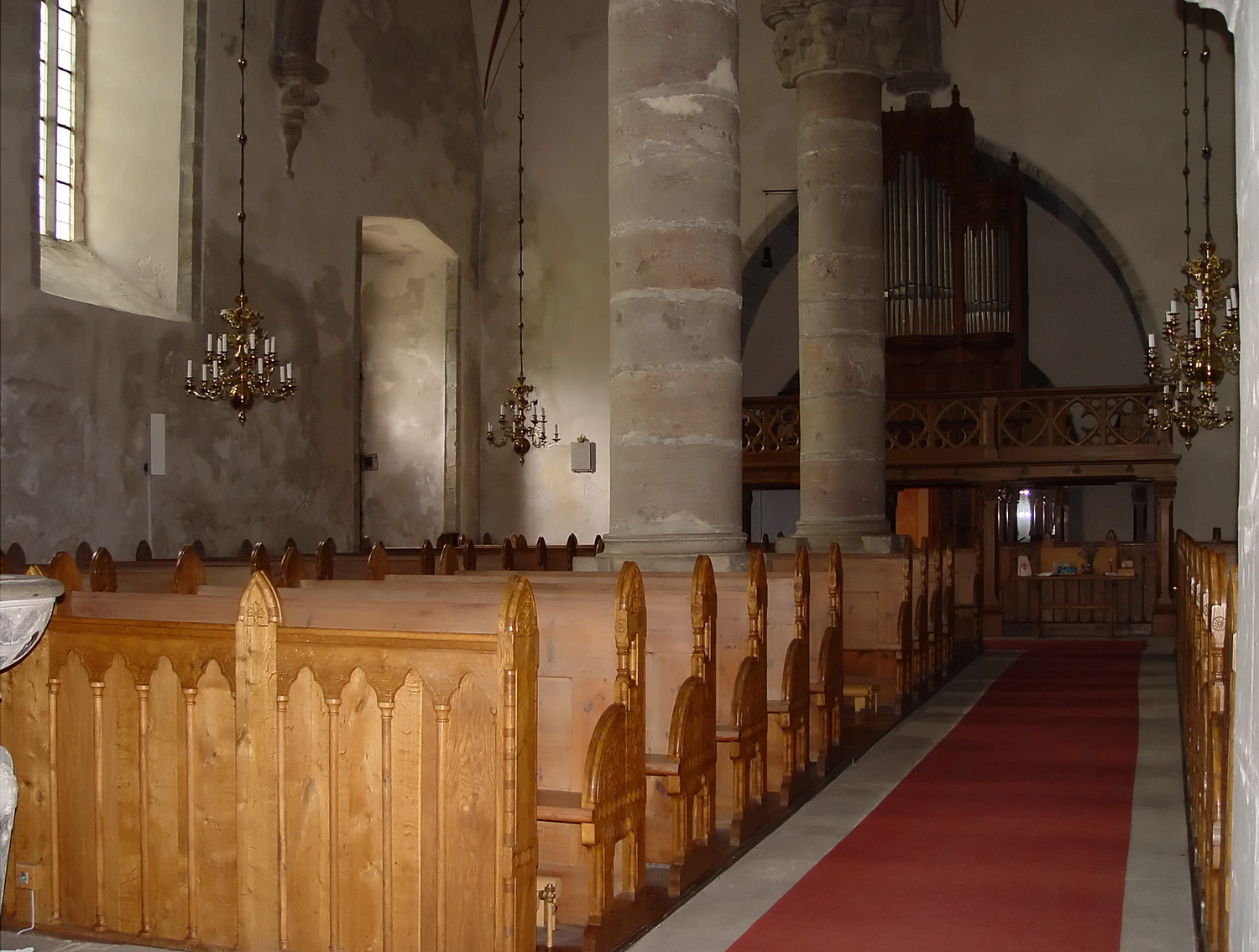
Norra sidogången med orgelläktaren
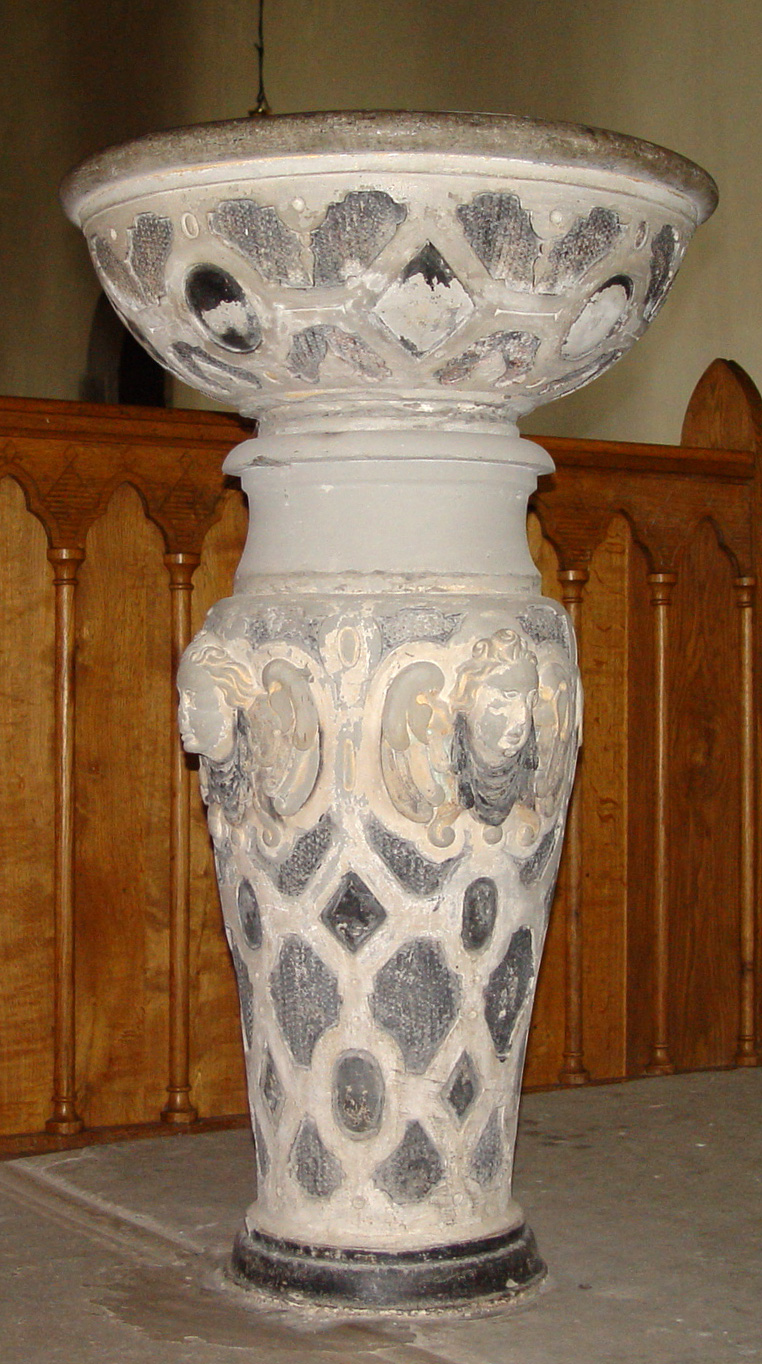
Dopfunten
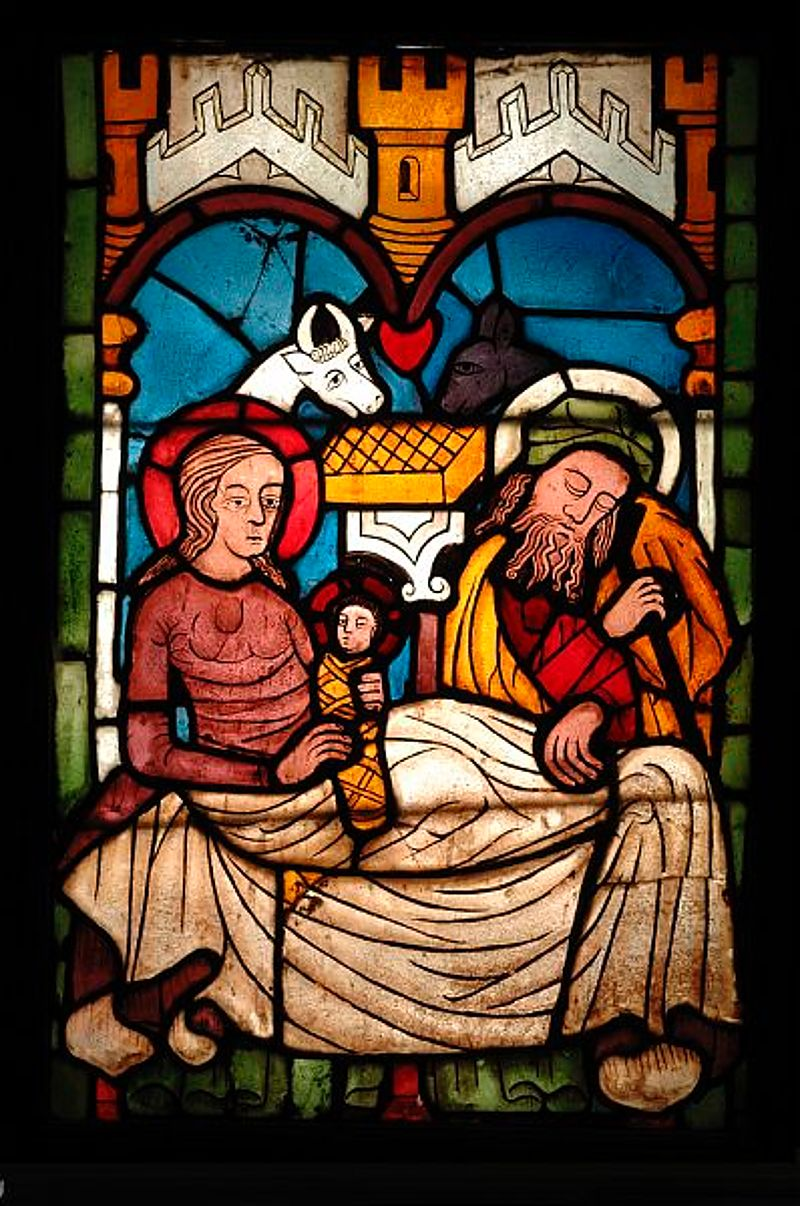
Glasmålning;Kristi födelse